# 彼得罗·阿纳斯塔西
彼得罗·阿纳斯塔西（義大利語：Pietro Anastasi，1948年4月7日—2020年1月17日），意大利男子足球运动员，场上位置是前锋。他曾代表意大利国家队参加1974年国际足联世界杯，及1968年欧洲足球锦标赛。